# Lidrezing
Lidrezing är en kommun i departementet Moselle i regionen Grand Est (tidigare regionen Lorraine) i nordöstra Frankrike. Kommunen ligger i kantonen Dieuze som tillhör arrondissementet Château-Salins. År 2022 hade Lidrezing 83 invånare.

## Befolkningsutveckling
Antalet invånare i kommunen Lidrezing
| Referens: INSEE |